# Forcepia koltuni
Forcepia koltuni är en svampdjursart som beskrevs av Claude Lévi 1989. Forcepia koltuni ingår i släktet Forcepia och familjen Coelosphaeridae. Inga underarter finns listade i Catalogue of Life.